# Crystal Visions — The Very Best of Stevie Nicks
Crystal Visions — The Very Best of Stevie Nicks é um álbum dos melhores êxitos da cantora Stevie Nicks, lançado em 27 de março de 2007.
| Críticas profissionais                                                      | Críticas profissionais |
| Avaliações da crítica                                                       | Avaliações da crítica  |
| Fonte                                                                       | Avaliação              |
| --------------------------------------------------------------------------- | ---------------------- |
| allmusic                                                                    | [ 2 ]                  |
| Esta tabela precisa de ser acompanhada por texto em prosa. Consulte o guia. |                        |

## Faixas
1. "Edge of Seventeen" — 5:29
2. "I Can't Wait" — 4:35
3. "Sorcerer" — 4:54
4. "If Anyone Falls" — 4:07
5. "Stop Draggin' My Heart Around" (dueto com Tom Petty) — 4:02
6. "Silver Springs" (Fleetwood Mac Advanced Audio Version) — 4:45
7. "Dreams" (Deep Dish Club Mix - Radio Edit) — 3:46
8. "Rhiannon" (ao vivo) — 7:01
9. "Rooms on Fire" — 4:34
10. "Talk to Me" — 4:10
11. "Landslide" (ao vivo com a Orquestra Sinfônica de Melbourne) — 4:14
12. "Stand Back" — 4:48
13. "Planets of the Universe" — 4:45
14. "Rock and Roll" (ao vivo) — 4:03
15. "Leather and Lace" (dueto com Don Henley) — 3:54
16. "Edge of Seventeen" (ao vivo com a Orquestra Sinfônica de Melbourne) — 9:14

## Desempenho nas paradas musicais
| Parada musical (2007)                | Posição |
| ------------------------------------ | ------- |
| Estados Unidos - Billboard 200       | 21      |
| Estados Unidos - Top Internet Albums | 21      |